# Flying (1986.)
Flying (također poznat po nazivima Dream To Believe i Teenage Dream) je dramski film iz 1986. koji je režirao Paul Lynch, te u kojem glume Olivia d'Abo, Rita Tushingham i Keanu Reeves.

## Vanjske poveznice
- Flying  Arhivirana inačica izvorne stranice od 22. rujna 2012. (Wayback Machine) (Dream to Believe) na Rotten Tomatoes